# Las aventuras de Robin Hood (película de 1985)
The Adventures of Robin Hood (Las aventuras de Robin Hood) es una película Australiana de animación de 1985 dirigida por Geoff Collins. La trama fue adaptada por Eddy Graham y se basa en la leyenda de la figura del folclore inglés medieval, Robin Hood. La película cuenta con las voces de Robert Coleby en el papel principal de Robin Hood y Helen Morse cómo Marión; esta encarnación del personaje de Robin Hood apareció una segunda vez en Ivanhoe (1986), también con la voz de Coleby.
Las aventuras de Robin Hood es una producción de Tim Brooke-Hunt para el estudio productor australiano Burbank Films Australia y fue originalmente emitida por televisión. En la actualidad, los másteres originales y los derechos de autor sobre la película se encuentran en el dominio público.

## Reparto
| Actor             | Personaje  |
| ----------------- | ---------- |
| Robert Coleby     | Robin Hood |
| Helen Morse       | Marión     |
| Wallas Eaton      |            |
| George Stephenson |            |
| Richard Meikle    |            |
| June Salter       |            |
| Peter Snook       |            |
| John Fitzgerald   |            |